# Création littéraire

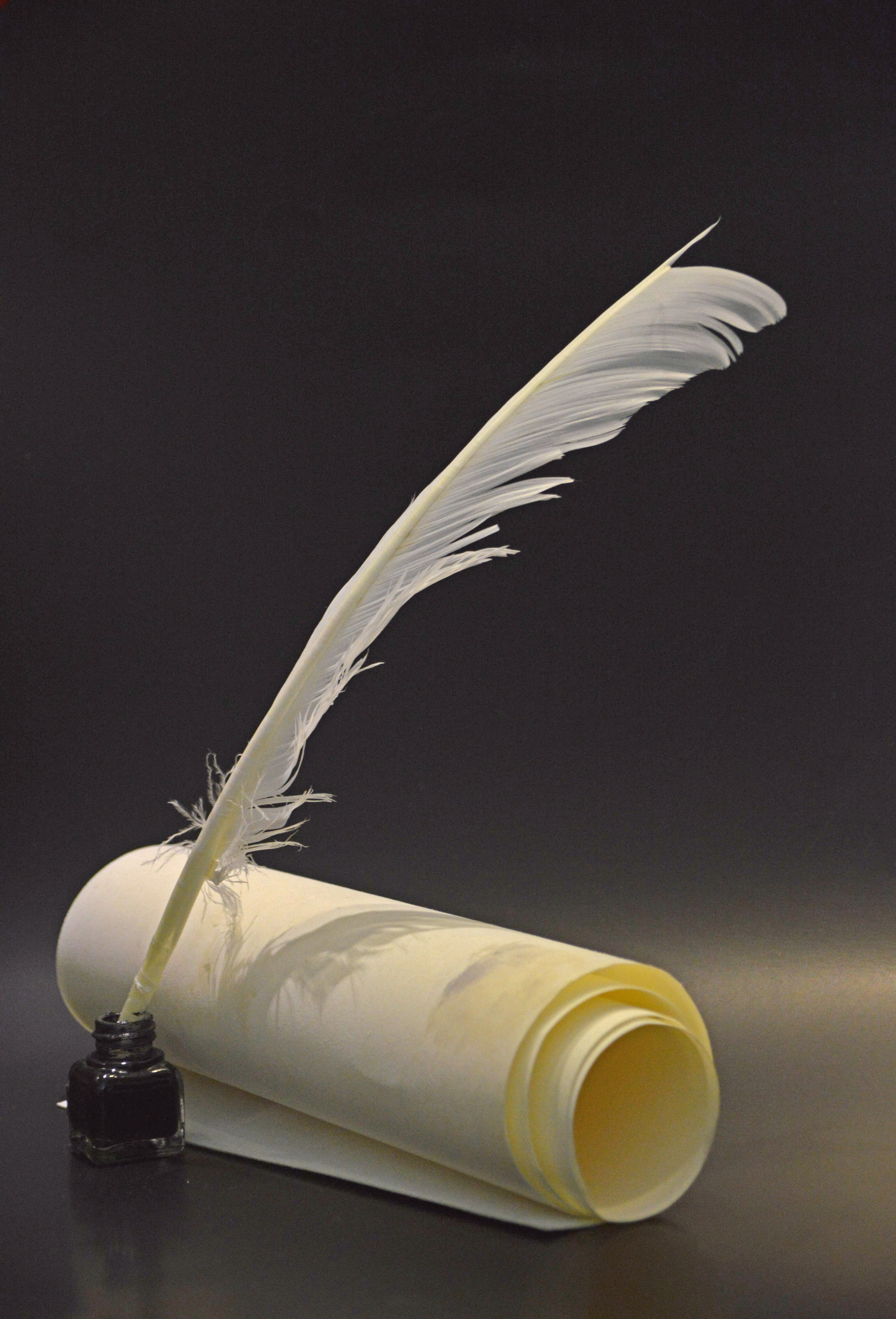
Une plume de parchemin et de l'encre. Klaf, Kulmus & D'yo

La Création littéraire (de l’anglais : « creative writing ») est une méthode d’écriture enseignée dans les universités anglophones et qui se répand dans le monde entier[réf. nécessaire].

## Enseignement en France

### Formations dédiées
La pédagogie des universités françaises reste centrée sur l’analyse des textes, mais des exceptions émergent, et après des décennies d'expériences sous forme d'ateliers optionnels, des formations diplômantes de second cycle ont fini par apparaître dans plusieurs endroits de France, presque simultanément. Début 2023, il existait 8 masters en création littéraire dans l'hexagone.
- L'université Toulouse II et l'université du Havre sont les deux premières facultés de France à créer un master de création littéraire en 2012. Le Master de création littéraire de l'Université du Havre est particulier car il est né d'un partenariat entre l'Université de Normandie et l'école supérieure d'art du Havre, où se tiennent les ateliers d'écriture.
- L'université Paris 8 a fondé son Master de création littéraire en 2013.
- L'université de Cergy-Pontoise propose actuellement un diplôme universitaire Écriture créative et métiers de la rédaction qui devient Master à la rentrée 2015 [1].
- L'université de Clermont ouvre son cursus en 2018.
- En 2020, c'est au tour de l'université de Paris-Saclay et de l'Université de Limoges d'ouvrir leur propre filière en création littéraire.
- L'Université Polytechnique des Hauts-de-France propose un Master d'écritures créatives[2].
- L'Université d'Orléans propose également un parcours Création littéraire à son master de Lettres pour développer « conjointement les qualités artistiques et les qualités intellectuelles »[3].

### Enseignements annexes
- Depuis 1968, l’université d’Aix-Marseille, propose des ateliers universitaires d'écriture, un domaine dans lequel elle fut pionnière. Elle fut aussi la première à délivrer le DU Formation à l’Animation d’Ateliers d’Écriture, en 1994. Ce diplôme universitaire, qui mélange lecture et écriture, « privilégie toutefois le terrain, les interactions avec les institutions associatives et culturelles, le lien social et les médiations autour de la création littéraire »[4].
- En 2013, François Bon rejoint l'équipe d'enseignants de l'École Nationale Supérieure d'Arts de Paris Cergy, où il enseigne la création littéraire, s'intéressant notamment à l'utilisation littéraire des outils numériques[5].